# Konkurencyjność strukturalna
Konkurencyjność strukturalna, także konkurencyjność pozacenowa − cecha gospodarki oparta na wysokiej jakości, nowoczesności i różnorodności oferty. Stanowi bazę nowego modelu rozwoju gospodarek i warunkuje w długim okresie sukces kraju na rynkach międzynarodowych. Do jej determinant należą czynniki warunkujące innowacyjność gospodarki, w tym m.in. jakość zasobów kapitału ludzkiego i społecznego oraz otoczenia instytucjonalnego działalności gospodarczej.
Efektem globalizacji jest możliwość łatwego i szybkiego przełamania bariery czynników produkcji. Stąd też traci na znaczeniu wyposażenie kraju w czynniki produkcji oraz tradycyjny, kosztowo-cenowy model konkurencyjności oparty w głównej mierze na relatywnie niższym koszcie wytwarzania, zasobach taniej i obfitej siły roboczej, bogactwie zasobów naturalnych, polityce państwa czy różnicach w sposobach zarządzania.

## Konkurencyjność strukturalna a handel wewnątrzgałęziowy
Brak jest powszechnie akceptowalnej miary ilościowej konkurencyjności strukturalnej. Jednym z proponowanych mierników mogą być wskaźniki handlu wewnątrzgałęziowego. Wskaźniki intensywności handlu wewnątrzgałęziowego posiadają najważniejsze cechy gwarantujące rzetelność międzynarodowych badań porównawczych. Badanie struktury pionowego i poziomego handlu wewnątrzgałęziowego, zwłaszcza z uwzględnieniem grup towarowych odzwierciedlających intensywność wykorzystywania czynników wytwórczych lub według nasycenia stosowanymi czynnikami produkcji, pozwala określić na jakim etapie rozwoju konkurencyjności znajduje się dana gospodarka. W ramach wskaźników pozycji konkurencyjnej, to właśnie IIT ma istotne znaczenie dla pomiaru realnych dostosowań strukturalnych.Pomiar dostosowań gospodarki do funkcjonowania w ramach jednolitego rynku UE nie jest łatwy, wymaga bowiem wykorzystania podejść ogólnych, szerokich i wieloaspektowych. Stąd też rekomendacja do wykorzystywania w takich analizach pojęcia konkurencyjności strukturalnej oraz wskaźników IIT jako jej mierników. Dla gospodarek biorących udział w procesie regionalnej integracji na tak wysokim poziomie, jak swobodny przepływ czynników wytwórczych w ramach JRE, zakres tych dostosowań w sferze wymiany międzynarodowej jest znaczący. Adaptacja dokonuje się bowiem zarówno w sferze popytowej, jak i podażowej. Typy handlu wewnątrzgałęziowego, pozwalające na analizę struktury cenowo-jakościowej IIT, uwzględniają te aspekty realnych dostosowań.

## Konkurencyjność strukturalna – czynniki warunkujące wzrost
W przedsiębiorstwach reprezentujących tradycyjne gałęzie przemysłu, innowacje poprawiające konkurencyjność strukturalną prowadzonej działalności gospodarczej mogą skupiać się np. na zmianie sposobu zarządzania – od wodzostwa w kierunku liderowania, przyspieszaniu i demokratyzacji procesów decyzyjnych, spłaszczaniu struktury organizacyjnej i rozwoju grup projektowych w ramach struktur hybrydowych, jak również na kierowaniu inwestycji w rozwój wartości dodanej poprzez innowacje marketingowe (budowanie wartości w oparciu o wzrost wartości marki) i technologiczne (wdrażanie nowych technologii produkcyjnych stanowiących bazę dla innowacji marketingowych). W ramach nowej, czwartej fazy globalizacji, kluczowe znaczenie zyskuje rozwój zasobów kapitału intelektualnego. Związane jest to z wyłonieniem się takich kluczowych czynników rozwoju jak odkrycia naukowe i techniczne; liberalizacja handlu oparta na współpracy w organizacjach międzynarodowych i ugrupowaniach integracyjnych; działalność korporacji transnarodowych; ukształtowanie się niezależnego międzynarodowego rynku finansowego; dywersyfikacja tempa rozwoju państw prowadząca do zmiany układu sił w gospodarce światowej; rozwój zrównoważony.